# 2015 في سويسرا
فيما يلي قوائم الأحداث التي وقعت خلال عام 2015 في سويسرا.

## سياسة

### تعيين في المنصب
- 1 يناير – سيمونيتا سوماروغا رئيس الاتحاد السويسري.
- 30 نوفمبر – مين لي مارتي عضو المجلس الوطني السويسري.

### انتهاء فترة المنصب
- 29 نوفمبر – ايفون جيلي عضو المجلس الوطني السويسري.
- 31 ديسمبر – سيمونيتا سوماروغا رئيس الاتحاد السويسري.
- 31 ديسمبر – غي بارميلين عضو المجلس الوطني السويسري.

## رياضة
- 1 يناير – طواف روماندي 2015
- 1 يناير – قضية فساد الفيفا 2015
- 1 مارس – غران بريمو دي لوغانو 2015 الفائزون نيكولو بونيفازيو، فرانسيسكو جافازي، Matteo Montaguti [الإنجليزية]‏.
- 11 يونيو – غروسر برايس ديس كانتونس أرجو 2015 الفائزون مايكل ألباسيني، ألكسندر كريستوف، Davide Appollonio [الإنجليزية]‏.

## أفلام
من الأفلام التي صدرت هذه السنة في سويسرا:
- 1 يناير – أميريكان أولترا من إخراج Nima Nourizadeh [الإنجليزية]‏.

## وفيات

### مارس
- 21 مارس – هانز إيرني (مواليد 1909)[1]

### سبتمبر
- 10 سبتمبر – أدريان فرتيجر (مواليد 1928)[2]